# Obcym wstęp wzbroniony
Obcym wstęp wzbroniony (ang. Stage Door) – amerykański film z 1937 roku w reżyserii Gregory'ego La Cavy.

## Obsada
- Katharine Hepburn jako Terry Randall
- Ginger Rogers jako Jean Maitland
- Adolphe Menjou jako Anthony Powell
- Gail Patrick jako Linda Shaw
- Constance Collier jako Anne Luther
- Andrea Leeds jako Kay Hamilton
- Samuel S. Hinds jako Henry Sims
- Lucille Ball jako Judy Canfield
- Eve Arden jako Eve
- Ann Miller jako Annie
- Franklin Pangborn jako Harcourt
- Jack Carson jako pan Milbanks

## Nagrody i nominacje
| Nazwa nagrody | Wygrane            | Nominacje |
| ------------- | ------------------ | --- |
| Oscar         | 1938 bez rezultatu | 1938 Najlepszy film wytwórnia RKO Radio Najlepsza aktorka drugoplanowa Andrea Leeds Najlepszy reżyser Gregory La Cava Najlepszy scenariusz Anthony Veiller, Morrie Ryskind |

| Organizacja                                   | Wygrane                                | Nominacje    |
| --------------------------------------------- | -------------------------------------- | ------------ |
| Stowarzyszenie Nowojorkich Krytyków Filmowych | 1937 Najlepszy reżyser Gregory La Cava | 1937 wygrana |